# Bogomir Zamernik
Bogomir Zamernik (tudi Mirko Zamernik), slovenski politik in poslanec, * 8. november 1964.

## Življenjepis
Bogomir Zamernik, član Slovenske demokratske stranke, je bil leta 2004 tretjič izvoljen v Državni zbor Republike Slovenije; v tem mandatu je bil član naslednjih delovnih teles:
- Komisija za peticije ter za človekove pravice in enake možnosti,
- Odbor za visoko šolstvo, znanost in tehnološki razvoj,
- Preiskovalna komisija za ugotovitev in oceno dejanskega stanja, ki je lahko podlaga za odločanje o politični odgovornosti nosilcev javnih funkcij v Vladi Republike Slovenije na Ministrstvu za pravosodje in Vrhovnem državnem tožilstvu Republike Slovenije v zvezi z izvrševanjem nadzora po Zakonu o državnem tožilstvu (Uradni list RS št. 110/02 - uradno prečiščeno besedilo) za spremembo zakonodaje in za druge odločitve v skladu z ustavnimi pristojnostmi državnega zbora in
- Mandatno-volilna komisija.